# The Royal and Ancient Golf Club of St Andrews

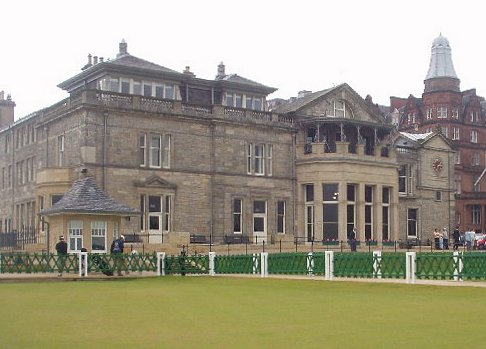
La Club House di St Andrews, sede della R&A

Il Royal and Ancient Golf Club of St Andrews è uno dei più antichi e prestigiosi golf club del mondo. È situato a St Andrews, in Scozia, ed è noto universalmente come la "Casa del Golf". Ufficialmente è stato una delle autorità per la regolamentazione del gioco del golf fino al 2004, quando questa funzione è stata assunta da un organismo noto come il R&A.

## Storia
L'organizzazione fu fondata nel 1754 presso l'associazione St Andrews Golfer (golfisti di St Andrews), un club locale di soci che giocavano presso il percorso St Andrews Links, ma crebbe velocemente in importanza. Nel 1834 il re britannico Guglielmo IV divenne suo protettore e il club prese il nome attuale. Nel 1897 la società formalizzò le Regole del Golf e, gradualmente, nei seguenti 30 anni fu invitata a presiedere tornei di altri campi.

## Il R&A
Il R&A è l'autorità competente del golf in tutto il mondo, fatta eccezione per Stati Uniti e Messico, dove l'autorità giace presso la United States Golf Association (USGA). Il R&A collabora con le Federazioni Nazionali e con le organizzazioni di professionisti e dilettanti in più di 110 nazioni e ha tra gli altri obiettivi quello di espandere il golf in nuove nazioni. Il R&A coopera con la USGA nel formalizzare e aggiornare regolarmente le Regole del Golf, e le due organizzazioni hanno prodotto insieme il regolamento dal 1952 e hanno inoltre formulato le specifiche tecniche per l'attrezzatura da golf.
Il R&A ha fondato ciò che ora sono gli Official World Golf Rankings per i professionisti nel 1986, e il World Amateur Golf Ranking per i dilettanti nel 2007.

## Comitati R&A
- Comitato per le Regole e l'Attrezzatura
- Comitato per la Gestione dei Campi
- Comitato per i Tornei
- Comitato per lo Stato del Dilettante
- Comitato per lo Sviluppo del Golf
- Comitato Generale
- Comitato di Ricerca

## Tornei
Il R&A organizza 11 tornei a livello internazionale:
- The Open Championship (o British Open): uno dei quattro tornei Major.
- The Amateur Championship (o British Amateur): uno dei più prestigiosi tornei per dilettanti, fu un Major prima dell'inizio dell'era dei professionisti.
- Boys Amateur Championship: per i giovani Under18.
- Boys Home Internationals: un torneo Under18 a squadre per giovani di Inghilterra, Scozia, Galles e Irlanda.
- Seniors Open Amateur Championship: trofeo riservato ai dilettanti Over55.
- British Mid-Amateur Championship: per dilettanti Over25. Questo torneo fu introdotto per creare una competizione d'élite per i giocatori che non avevano intenzione di diventare professionisti, in quanto l'Amateur Championship era dominato da dilettanti prossimi a diventare Pro.
- Senior British Open Championship: per Over50
- Walker Cup: un trofeo biennale tra Regno Unito e Irlanda contro gli Stati Uniti (co-organizzato con la USGA).
- Junior Open Championships: per Under16
- St Andrews Trophy: una sfida tra Regno Unito e Irlanda contro l'Europa continentale
- Jacques Léglise Trophy: l'equivalente del St Andrews Trophy, per Under18.

Eccetto che per il Junior Open Championship tutti i tornei sono maschili. La Ladies Golf Union organizza una simile serie di eventi per donne e ragazze, di cui il più importante è il Women's British Open.

## Il Club

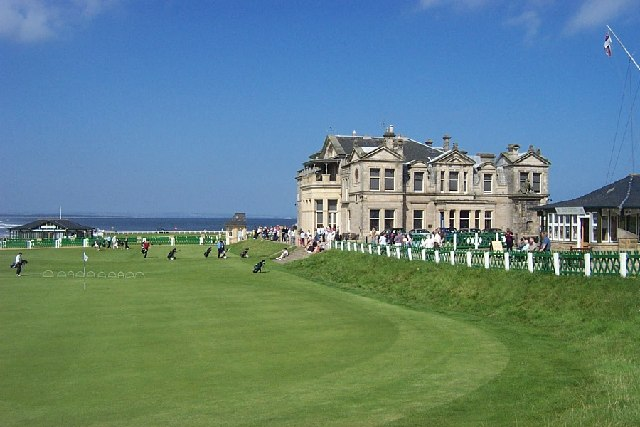
Il green della Buca 18 con la Club House

Il Royal and Ancient Golf Club of St Andrews in sé è ora semplicemente un golf club con 2.400 membri da tutto il mondo. Nonostante la Club House sia situata dietro il primo tee dell'Old Course, il Club non possiede alcuno dei percorsi di St Andrews, e deve condividere le partenze con gli altri club locali, con i visitatori e con gli abitanti. Il controllo dei campi è esercitato dal St Andrews Links Trust.

## Curiosità
A nessuna donna è mai stato offerto il titolo di membro di questo club. Nonostante fosse tradizione offrirlo al rettore dell'Università di St Andrews, quando a salire alla cattedra è stata una donna il Golf Club non ha onorato la tradizione e non ha offerto il titolo.